# トミーリー
トミーリー（Tomy Lee、1956年 - 1971年）は、イギリス生産のサラブレッドの競走馬、種牡馬。アメリカ合衆国で競走馬となり、1959年のケンタッキーダービーなどに優勝した。

## 経歴

### 出生、幼駒時代
1956年にイギリスで生産された競走馬で、体高は16ハンド（約162.56センチメートル）と大柄で、体重も1000ポンド強あったという。馬体は見栄え良く、また4本の脚すべてに白徴を持っていた。
馬主となるフレッド・ターナー・ジュニアはテキサス州の出身で、本来はタルヤーの産駒を求めてイギリスに出向き、そこで25000ドルで目的のものを購入した。このとき、馬を1頭だけで輸送するのは馬にとって辛いものであるため、帯同馬として6762ドルで購入された幼駒がトミーリーであった。馬名は本来「Tommy Lee」と名付けられる予定であったが、ありふれた名前ゆえに既に使われている可能性を考えて、mをひとつ抜いて登録することにした。

### 若駒時代
デビューは2歳時からで、カリフォルニア州でハギンステークスやC・S・ハワードステークス、スターレットステークスにデルマーフューチュリティを含む6競走で連勝を挙げる活躍を繰り広げた。特にハギンステークスは8馬身差の圧勝で、またデルマーフューチュリティではロイヤルオービットを相手に3馬身差で勝っている。その後東海岸に遠征し、シャンペンステークスとガーデンステートステークスに出走しているが、ともにファーストランディングの2着に敗れている。
3歳時はやはりカリフォルニアからの始動であったが、年明け初戦のサンヴィンセントステークスでは2着に、続くサンフェリペハンデキャップでも2着に敗れている。しかし続くキーンランド競馬場での7ハロン（約1408メートル）の一般戦ではトラックレコードでの勝利を挙げ、さらに翌戦のブルーグラスステークスでも優勝した。
1959年のケンタッキーダービー当日は72951人の観客が詰めかけた。話題馬シルバースプーンやソードダンサーらも出走するなか、1番人気はファーストランディングが推され、ウィリー・シューメーカーを背に出走したトミーリーはそれに次いで単勝4.7倍の2番人気に支持された。トミーリーはスタートから先行するトロイラスという馬の後ろ2番手につけて進み、その馬が力尽きて後退すると先頭に立った。コーナーに差しかかるところでソードダンサーが詰め寄り、残り2ハロンというところで並びかけられた際には鞍上のシューメーカーも諦めかけたが、トミーリーは再び懸命に走りだし、2頭の激しい攻防が繰り広げられた。2頭はほぼ同時にゴールし、18分ほどの審議と写真判定の結果、トミーリーが勝利をもぎ取った。シューメーカーは後に、残り1ハロンというところで2頭は接触したが、このときトミーリーの手前が変わり、より走りやすくなったことが勝因のひとつだと語っている。
ケンタッキーダービー後はクラシック路線に残らず、西海岸に戻って6月のハリウッドパーク競馬場で行われるシネマハンデキャップへと登録された。しかし鞍上を務めていたシューメーカーが、ターナーの騎乗依頼に応じなかったこともあり、前走で破ったシルバースプーンに敗れて着外へと沈んだ。
ターナーはシューメーカーと彼のエージェントの対応に憤り、抗議の意味を含めてトミーリーを半年の休養にあてた。休養明けは翌年まであと2日まで迫った年の瀬で、ジョニー・ロングデンを鞍上にして6ハロン（約1207メートル）の一般戦で勝ちを挙げた。

### その後
4歳になっても競走馬として活動したが、トミーリーは3歳の頃までのような走りを見せられなかった。この年4戦して2勝を挙げるが、年明けのサンカルロスハンデキャップやサンタアニタマーチュリティといったステークス競走では着外に沈んでおり、シーズン前半で引退して種牡馬となった。
ケンタッキー州の牧場で種牡馬入りしたものの、受胎率が非常に悪く、早くも種牡馬失格の扱いを受けた。このため6歳になって競走馬に復帰することになり、復帰から7歳での再引退までに14戦を経験、ステークス競走勝ちこそ無いものの、4勝を挙げた。
引退後は牧場で過ごし、1971年に死亡した。遺骸はレキシントンのピラースタッドに埋葬されている。

## 評価

### 主な勝鞍
※当時はグレード制未導入
1958年（2歳）　8戦6勝
ハギンステークス、C・S・ハワードステークス、スターレットステークス、デルマーフューチュリティ
2着 - シャンペンステークス、ガーデンステートステークス
1959年（3歳）　7戦4勝
ケンタッキーダービー、ブルーグラスステークス
2着 - サンヴィンセントステークス、サンフェリペハンデキャップ
1960年（4歳）　4戦2勝
1962年（6歳）　1戦1勝
1963年（7歳）　13戦3勝

## 血統表
| トミーリーの血統（オーエンテューダー系（ハイペリオン系） / Hyperion 3x3=25.00%、 Swynford 4x4=12.50%） | トミーリーの血統（オーエンテューダー系（ハイペリオン系） / Hyperion 3x3=25.00%、 Swynford 4x4=12.50%） | トミーリーの血統（オーエンテューダー系（ハイペリオン系） / Hyperion 3x3=25.00%、 Swynford 4x4=12.50%） | （血統表の出典） | （血統表の出典） |
| 父 Tudor Minstrel 1944 青鹿毛 イギリス                                                                 | 父の父Owen Tudor 1938 青鹿毛 イギリス                                                                  | Hyperion                                                                                               | Gainsborough     | Gainsborough     |
| 父 Tudor Minstrel 1944 青鹿毛 イギリス                                                                 | 父の父Owen Tudor 1938 青鹿毛 イギリス                                                                  | Hyperion                                                                                               | Selene           |                  |
| 父 Tudor Minstrel 1944 青鹿毛 イギリス                                                                 | 父の父Owen Tudor 1938 青鹿毛 イギリス                                                                  | Mary Tudor                                                                                             | Pharos           | Pharos           |
| 父 Tudor Minstrel 1944 青鹿毛 イギリス                                                                 | 父の父Owen Tudor 1938 青鹿毛 イギリス                                                                  | Mary Tudor                                                                                             | Anna Bolena      |                  |
| 父 Tudor Minstrel 1944 青鹿毛 イギリス                                                                 | 父の母Sansonnet 1933 鹿毛 イギリス                                                                     | Sansovino                                                                                              | Swynford         | Swynford         |
| 父 Tudor Minstrel 1944 青鹿毛 イギリス                                                                 | 父の母Sansonnet 1933 鹿毛 イギリス                                                                     | Sansovino                                                                                              | Gondolette       |                  |
| 父 Tudor Minstrel 1944 青鹿毛 イギリス                                                                 | 父の母Sansonnet 1933 鹿毛 イギリス                                                                     | Lady Juror                                                                                             | Son-in-law       | Son-in-law       |
| 父 Tudor Minstrel 1944 青鹿毛 イギリス                                                                 | 父の母Sansonnet 1933 鹿毛 イギリス                                                                     | Lady Juror                                                                                             | Lady Josephine   |                  |
| 母 Auld Alliance 1948 栗毛                                                                             | 母の父Brantome 1931 鹿毛 フランス                                                                      | Blandford                                                                                              | Swynford         | Swynford         |
| 母 Auld Alliance 1948 栗毛                                                                             | 母の父Brantome 1931 鹿毛 フランス                                                                      | Blandford                                                                                              | Blanche          |                  |
| 母 Auld Alliance 1948 栗毛                                                                             | 母の父Brantome 1931 鹿毛 フランス                                                                      | Vitamine                                                                                               | Clarissimus      | Clarissimus      |
| 母 Auld Alliance 1948 栗毛                                                                             | 母の父Brantome 1931 鹿毛 フランス                                                                      | Vitamine                                                                                               | Viridiflora      |                  |
| 母 Auld Alliance 1948 栗毛                                                                             | 母の母Iona 1943 栗毛 イギリス                                                                          | Hyperion                                                                                               | Gainsborough     | Gainsborough     |
| 母 Auld Alliance 1948 栗毛                                                                             | 母の母Iona 1943 栗毛 イギリス                                                                          | Hyperion                                                                                               | Selene           |                  |
| 母 Auld Alliance 1948 栗毛                                                                             | 母の母Iona 1943 栗毛 イギリス                                                                          | Jiffy                                                                                                  | Hurry On         | Hurry On         |
| 母 Auld Alliance 1948 栗毛                                                                             | 母の母Iona 1943 栗毛 イギリス                                                                          | Jiffy                                                                                                  | Juniata F-No.1-n |                  |

### 備考
1. ↑  本来のお目当てであったタルヤー産駒はトゥレッグと名付けられ、実際に競走馬となっているが、2歳時は怪我により休養、3歳時には屈腱炎で引退と、成績を残さなかった。
2. ↑  この依頼を断って、シューメーカーはソードダンサーでベルモントステークスを制している。
3. ↑  一応産駒は出しているものの、目立つ成績を挙げた馬はいなかった。